# Такси в Тобрук
«Такси в Тобрук» (фр. Un Taxi pour Tobrouk) — военная драма французского режиссёра Дени де Ла Пательера.
Премьера состоялась во Франции 10 мая 1961 года.

## Сюжет
Во время Второй мировой войны интернациональная четвёрка солдат союзных армий, после совершения спецоперации возвращается на автомобиле к своим через Ливийскую пустыню, контролируемую немцами. По пути, уничтожив немецкий патруль, они захватывают в плен нацистского офицера — профессионального немецкого военного, принципиального и хитрого.

Во время долгого и опасного пути, связанного с общей борьбой за выживание в пустыне, отношения между товарищами по оружию и пленным меняются не раз, что наглядно демонстрирует бессмысленность войны.
Пережив череду опасных приключений, команда завершает свой путь не так, как она рассчитывала. В живых чудом остаётся только один…